# Bulmer, North Yorkshire
Bulmer är en ort och civil parish i Storbritannien.   Den ligger i grevskapet North Yorkshire och riksdelen England, i den centrala delen av landet, 290 km norr om huvudstaden London. Bulmer ligger 31 meter över havet och antalet invånare är 174.
Terrängen runt Bulmer är platt. Runt Bulmer är det ganska glesbefolkat, med 27 invånare per kvadratkilometer. Närmaste större samhälle är York, 17,7 km sydväst om Bulmer. Trakten runt Bulmer består till största delen av jordbruksmark.